# 张纪元
张纪元（1919年—1978年8月4日），曾用名张钰荣、张之江，上海川沙人，中国政治人物、社会活动家，中国民主促进会发起人之一，中国民主促进会中央委员会常务委员，第三、四、五届全国政协委员。